# Calogero
Calogero (n. 30 iulie 1971, Échirolles, Rhône-Alpes, Franța) este un cântăreț francez.
A câștigat trei premii Victoires de la Musique, la categoriile Inerpretul anului, în 2004 , și Piesa anului, în 2005 și 2015.
Dintre producțiile discografice lansate, nouă albume și douâ discuri single sunt certificate.